# Basket-ball à l'Universiade
Les tournois de basket-ball à l'Universiade se tiennent depuis 1959. Le tournoi masculin a été lancé en 1959 et le tournoi féminin a été introduit en 1961. Il n'y a pas eu de tournois masculin et féminin en 1975.

## Palmarès
Hommes
| Games | Or                   | Argent       | Bronze               |
| ----- | -------------------- | ------------ | -------------------- |
| 1959  | URSS                 | Italie       | Tchécoslovaquie      |
| 1961  | URSS                 | Bulgarie     | Tchécoslovaquie      |
| 1963  | Brésil               | Cuba         | Pérou                |
| 1965  | États-Unis           | URSS         | Hongrie              |
| 1967  | États-Unis           | Corée du Sud | Brésil               |
| 1970  | URSS                 | États-Unis   | Cuba                 |
| 1973  | États-Unis           | URSS         | Brésil               |
| 1977  | États-Unis           | URSS         | Tchécoslovaquie      |
| 1979  | États-Unis           | Yougoslavie  | Cuba                 |
| 1981  | États-Unis           | URSS         | Yougoslavie          |
| 1983  | Canada               | Yougoslavie  | États-Unis           |
| 1985  | URSS                 | États-Unis   | Canada               |
| 1987  | Yougoslavie          | États-Unis   | Espagne              |
| 1989  | États-Unis           | URSS         | RFA                  |
| 1991  | États-Unis           | Canada       | URSS                 |
| 1993  | États-Unis           | Canada       | Chine                |
| 1995  | États-Unis           | Japon        | Canada               |
| 1997  | États-Unis           | Canada       | Brésil               |
| 1999  | États-Unis           | Yougoslavie  | Espagne              |
| 2001  | Yougoslavie          | Chine        | États-Unis           |
| 2003  | Serbie-et-Monténégro | Russie       | Canada               |
| 2005  | États-Unis           | Ukraine      | Serbie-et-Monténégro |
| 2007  | Lituanie             | Serbie       | Canada               |
| 2009  | Serbie               | Russie       | États-Unis           |
| 2011  | Serbie               | Canada       | Lituanie             |
| 2013  | Russie               | Australie    | Serbie               |
| 2015  | États-Unis           | Allemagne    | Russie               |
| 2017  | Lituanie             | États-Unis   | Lettonie             |

Femmes
| Games | Or               | Argent               | Bronze             |
| ----- | ---------------- | -------------------- | ------------------ |
| 1961  | Bulgarie         | Union soviétique     | Tchécoslovaquie    |
| 1965  | Union soviétique | Tchécoslovaquie      | Hongrie            |
| 1967  | Corée du Sud     | Japon                | France             |
| 1970  | Union soviétique | Tchécoslovaquie      | Cuba               |
| 1973  | Union soviétique | États-Unis           | Corée du Nord      |
| 1977  | Union soviétique | États-Unis           | Bulgarie           |
| 1979  | États-Unis       | Cuba                 | Canada             |
| 1981  | URSS             | États-Unis           | Roumanie           |
| 1983  | États-Unis       | Roumanie             | Yougoslavie        |
| 1985  | Union soviétique | États-Unis           | Yougoslavie        |
| 1987  | Yougoslavie      | Union soviétique     | Chine              |
| 1989  | Pas de tournoi   | Pas de tournoi       | Pas de tournoi     |
| 1991  | États-Unis       | Espagne              | Canada             |
| 1993  | Chine            | Cuba                 | États-Unis         |
| 1995  | Italie           | États-Unis           | Japon              |
| 1997  | États-Unis       | Cuba                 | République tchèque |
| 1999  | Espagne          | États-Unis           | Russie             |
| 2001  | États-Unis       | Chine                | République tchèque |
| 2003  | Chine            | Italie               | Russie             |
| 2005  | États-Unis       | Serbie-et-Monténégro | Australie          |
| 2007  | Australie        | Russie               | Pologne            |
| 2009  | États-Unis       | Russie               | Australie          |
| 2011  | États-Unis       | Taïwan               | Australie          |
| 2013  | États-Unis       | Russie               | Australie          |
| 2015  | États-Unis       | Canada               | Russie             |
| 2017  | Australie        | Japon                | Taïwan             |